# BEANO T-13手榴弾
BEANO T-13は、第二次世界大戦末期にアメリカ合衆国で試作された手榴弾である。戦略情報局（OSS）がイーストマン・コダック社と共に開発した。
T-13手榴弾のコンセプトは、「アメリカ兵の手に馴染みやすい、一般的な野球ボールと同じ重さ・サイズの破片手榴弾」というものである。設計者らは、野球ボールを再現することで、野球に慣れ親しんでいるであろうアメリカ人の若者らが正確かつ遠くまで投げられる手榴弾になるものと考えていた。しかし、衝撃式信管の信頼性や安全性に関する問題が解決されないまま終戦を迎え、本格的な採用を待たずにプロジェクトは放棄された。

## 開発
開発は1943年9月から始まった。OSSが示した設計要件は次のようなものだった。
- 一般的な野球ボールと同じサイズ、重量であること。
- 18インチの高さからスポンジゴムに落とした時の起爆が十分期待できること。
- 球体としてのバランスが取れていて、破片の飛散は殺傷のために最適化されていること。
- 2つの安全装置を備え、2つ目の装置を用いて空中で着火すること。
- 安全な使用のため、安全ピンの交換が可能であること。

衝撃式信管の設計にあたっては、運用に成功していたイギリスやカナダで設計されたものに加え、イタリア製のものも参考とされた。試作品の製造は、リンカーンというコードネームで知られるコダック社の秘密工場で行われた。破片の飛散具合を検討した結果、本体は厚さ1mmの鋼鉄製とされた。
最終的な設計案では、T-13手榴弾は圧力トリガーと空中着火装置を備えていた。投擲の際には滑り止めの溝が刻まれたキャップ部に指をかけて野球ボールと同様に構え、安全ピンを抜く。一度投げられるとバネ仕掛けでキャップ部が外れ、ナイロン糸で繋がれた内部安全ピンが引き抜かれて着火状態となる。この状態で何らかの硬い表面にぶつかり衝撃が加わると爆発する。当初の設計において重量は5.5 oz (160 g)とされていたが、軽すぎると判断されたため、後に12 oz (340 g)に改められた。炸薬にはコンポジションAが用いられた。
1944年1月29日、試作手榴弾にT-12破片手榴弾 T5衝撃信管付（Grenade, Hand, Fragmentation, T12 using Fuze, Grenade, Impact T5）という名称が与えられた。1944年3月にアバディーン試験場で行われたテストは概ね順調だったが、3人の兵士が誤って落として負傷する事故があったほか、寒冷地での信頼性に関する問題が指摘された。1944年6月には陸軍、海兵隊、OSS向けに 825,00個のT-13手榴弾が発注された。このうち一部は歩兵委員会での試験のためにフォート・ベニングへと送られたが、1944年11月3日に投擲テスト中の職員が死亡する事故が起きた。これを受け、信管の信頼性改善までは製造を中止することとなる。新型信管（E1およびE2）は1945年2月から製造が始まったが、この時点で旧信管を取り付けたモデルが1万個ほどヨーロッパへと送られていた。1945年3月22日のテストでは、2,742個のT-12が投擲されたが、このうち10％が不発（大部分が地面の硬さに起因する）で、さらに早すぎる爆発が5件あり、この事故で2人が重傷、44人が軽傷を負った。1945年3月29日、陸軍地上軍司令官ジョセフ・スティルウェルによってテストの中止と製造停止が命令された。
1945年6月15日、信管改良まで製造を中止し、旧信管の付いた在庫を全て破棄せよとの命令が下る。本体および信管の改良を経て設計されたのがT-13 E3である。また、最終的に設計されたモデルでは、従来の手榴弾と同様のスプーン型安全レバーが追加されていた。爆風手榴弾や焼夷手榴弾といった派生モデルも検討されていたが、結局は終戦によって全てのプロジェクトが放棄された。

## コレクター市場
コレクター市場におけるT-13手榴弾は、開発時期と限られた実戦投入規模のため、第二次世界大戦で使用された手榴弾の中では、最も希少かつ価値のあるものと見なされている。終戦後、残されていたT-13手榴弾は全て破壊され、関連する記録は機密に分類された。数少ない現存品の中には、様々な仕様の本体と信管の組合せが見られるほか、砂が詰められた訓練用モデルなどがあることも知られている。